# Râul Doubs
Doubs este un râu în partea de est a Franței și din vestul Elveției. Este un afluent al râului Saône, la rândul lui afluent al râului Rhône. Izvorăște din departamentul Doubs lânga localitatea Mouthe, în Munții Jura. Are o lungime de 453 km, un debit mediu de 176 m³/s și un bazin de 7.710 km². Se varsă în Saône în localitatea Verdun-sur-le-Doubs.